# NGC 1661
NGC 1661 (другие обозначения — UGC 3166, MCG 0-13-8, ZWG 394.9, PGC 16000) — спиральная галактика в созвездии Ориона. Открыта Эдуардом Стефаном в 1881 году. Описание Дрейера: «очень тусклый, маленький объект, более яркий в середине».
Галактика достаточно сильно удалена от центра Сверхскопления Персея-Рыб, однако лучевая скорость и красное смещение говорят о том, что  галактика вероятно относится к  нему.
Этот объект входит в число перечисленных в оригинальной редакции «Нового общего каталога».